# Screams of Silence: The Story of Brenda Q
Screams of Silence: The Story of Brenda Q. (titulado Gritos de silencio: la historia de Brenda Q  en Hispanoamérica y España) es el tercer episodio de la décima temporada de Padre de familia. Fue estrenado el 30 de octubre de 2011 en los Estados Unidos por FOX. El episodio trata acerca de la hermana del vecino de la familia griffin, Glenn Quagmire, Brenda, mientras lucha con discapacidad física y mental el abuso a manos de su novio, Jeff. Quagmire, junto con sus vecinos, Peter y Joe, buscan aliviar su angustia de Brenda, y pronto decide asesinarlo, con el fin de evitar que ella se vea afectada .El episodio fue escrito por Alec Sulkin y dirigido por Dominic Bianchi. Recibió mayormente críticas mixtas y negativas , y muchas referencias culturales, además de recibir fuertes críticas de organizaciones de diversos medios de comunicación por su retrato de la violencia doméstica . De acuerdo con las el índice de audiencia de Nielsen, el episodio fue visto en 5.97 millones de hogares en su emisión original. El episodio contó con la actuación de invitado por Kaitlin Olson, junto con varios actores invitados recurrentes de voz para la serie.

## Argumento
Peter decide ir a pescar con Quagmire y Joe, pero cuando Quagmire no se presenta, ambos se dirigen a su casa a buscarlo. Después de entrar en su casa, descubren que él mismo se ha ahorcado en un ataque de asfixia autoerótica. Intentando salvar su vida,  lo llevaron al hospital, donde se le diagnostica un estado de coma. Peter invita a la hermana de Quagmire, Brenda, a visitarlo en el hospital, quien logra despertar a su hermano. Brenda también trae consigo su novio abusivo, Jeff, al darlo de alta en el hospital, Glenn, Brenda y Jeff se marchan a casa, donde por la noche, Jeff golpea y discute con Brenda .
Después de una noche horrible, Quagmire se acerca a la esposa de Peter, Lois, para que ella hable con Brenda y deje a Jeff. En el almuerzo, Lois y Brenda empiezan a hablar de la situación, y le pide 
a Brenda que se quite las gafas de sol, revelando un moretón en su ojo. Más tarde, en el bar, Peter, Quagmire y Joe discuten el asunto, preguntándose si la policía puede resolver la situación. Joe sugiere entonces que el grupo haga una intervención con Brenda, donde Quagmire confiesa que la hermana que conoció mientras crecía ya no existe, y él quiere que ella regrese. Los dos se abrazan, hasta que Jeff entra en la intervención,  Quagmire lo detiene, Brenda anuncia a todos que se casará con Jeff porque está embarazada. 
Más tarde esa noche, Peter, Quagmire y Joe empezar a discutir sobre asesinar a Jeff, Joe en un principio está en desacuerdo, ya que tendrían serios problemas con la ley, pero después de ver como Jeff golpea a Brenda por el simple hecho de cambiar el canal de la televisión, se pone de acuerdo. Los tres deciden a hablarle a Jeff de un viaje de caza en un intento de matarlo, y hacer que parezca un accidente. En el bosque, Jeff descubre que intentan matarlo, por lo que él golpea a Peter y Joe y se lleva a Quagmire lejos de ahí. Quagmire lo reta a pelear sin armas, Jeff acepta y comienzan a pelear,  Jeff toma la ventaja y comienza a asfixiar a Quagmire. Él queda inconsciente, por lo que Jeff va por una pala y comienza a cavar una tumba. Quagmire enciende el automóvil y Jeff se sorprende de que esté vivo. Quagmire revela que él se autoasfixia todos los días. Quagmire persigue a Jeff hasta atropellarlo. Al día siguiente, Brenda preocupada por no saber donde está Jeff, les pregunta a Peter, Joe y Quagmire si saben donde está. Ellos le otorgan una carta escrita por Joe simulando ser Jeff donde él explica que la deja.

## Producción

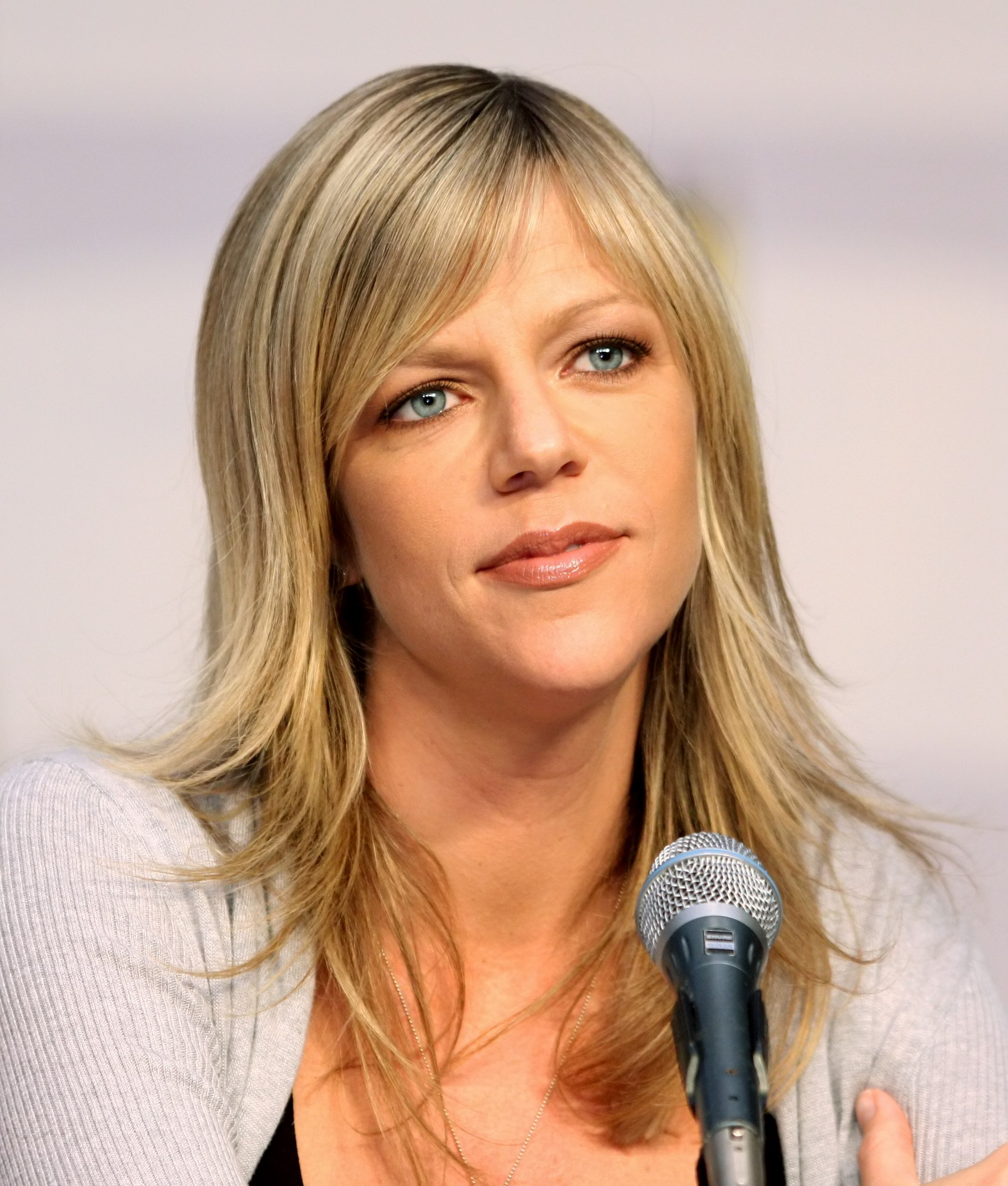
Kaitlin Olson invitada en el episodio.

El episodio fue por Alec Sulkin, quien previamente escribió la parodia de padre de familia de Star Wars Blue Harvest también "Stew-Roids", y 
Stewie Griffin: La historia jamás contada.
Además del elenco regular, la actriz Kaitlin Olson fue estrella invitada en el episodio como Brenda Quagmire, Los actores de voz invitados fueron s Alexandra Breckenridge, Ralph Garman, escritor Gary Janetti, escritor Alec Sulkin, la actriz Jennifer Tilly y escritor John Viener hizo apariciones menores en todo el episodio.  El actor Patrick Warburton también hizo una aparición especial.

## Recepción

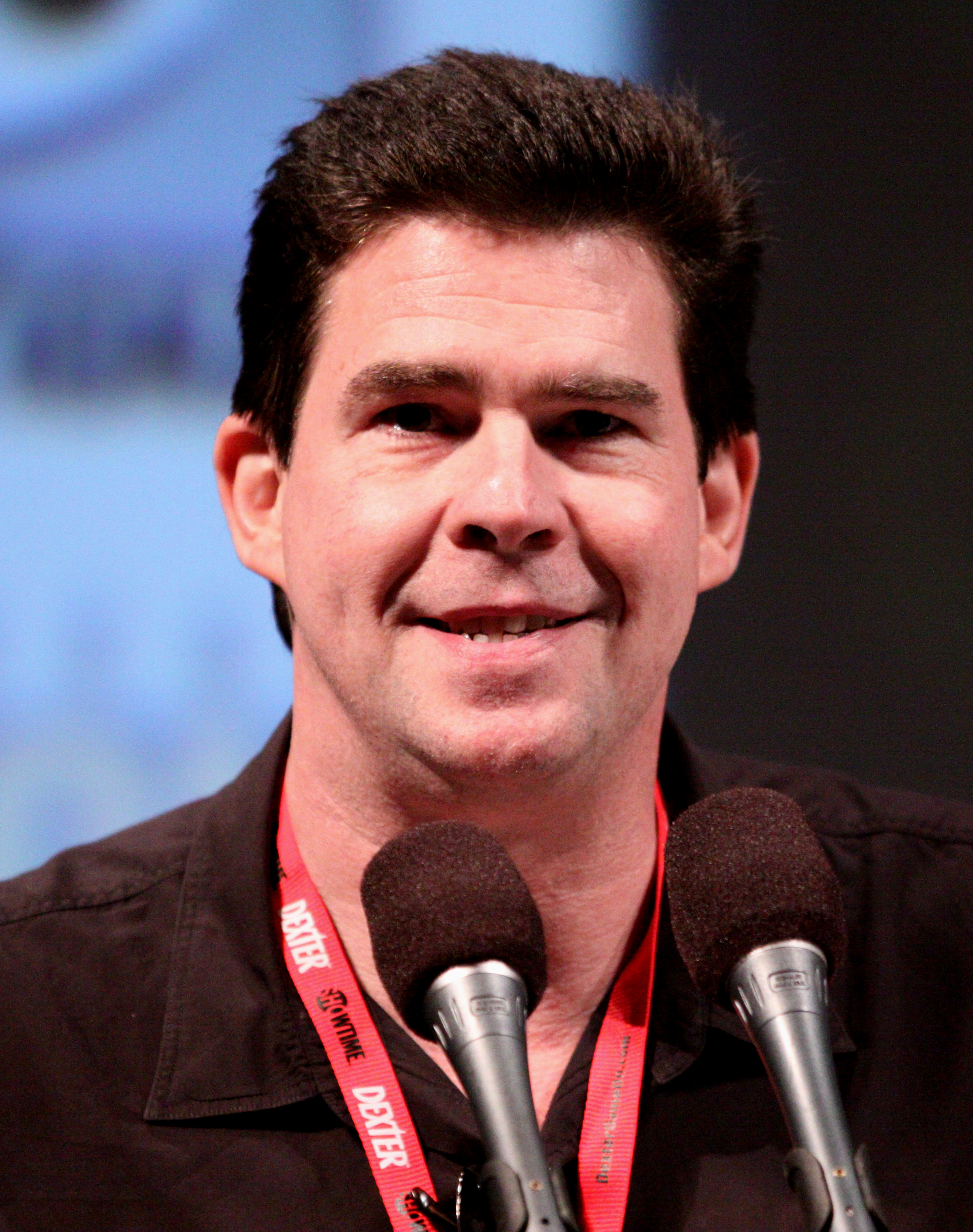
Actor Ralph Garman invitado en el episodio.

"Gritos del Silencio: La historia de Brenda Q "fue transmitido el 30 de octubre de 2011, como parte de la noche animada de televisión en Fox, y fue precedido por Los Simpson y el estreno de la serie de la serie animada Allen Gregory, y seguido por lael Spin off de padre de familia The Cleveland Show. Fue visto por 5,97 millones de espectadores, según Nielsen, a pesar de emitirse al mismo tiempo que Desperate Housewives en ABC, The Amazing Race de CBS y el fútbol por la Noche en la cadena NBC. El episodio también adquirió una calificación de 3.2 / 7 en el grupo de demográfico 18-49, superando a Allen Gregory y The Cleveland Show, además de forma significativa superando a los dos espectáculos de audiencia total.
Kevin McFarland de The A.V Club escribió episodio, "Mientras que otros programas, incluso los procedimentales con asesinatos espantosos, están jugando en especiales de Halloween, Family Guy fue por un episodio con el tema sobre violencia doméstica que canceló cualquier posibilidad de que la comedia pudiera salvarla si las cosas tomaron un giro equivocado." 